# Supercoppa UEFA 1984
La Supercoppa UEFA 1984 fu 10ª edizione della Supercoppa UEFA, la prima tenutasi in gara unica.
Si disputò il 16 gennaio 1985 allo stadio Comunale di Torino tra gli inglesi del Liverpool, vincitori della Coppa dei Campioni 1983-1984, e gli italiani della Juventus, detentori della Coppa delle Coppe 1983-1984.
Fu il club bianconero a conquistare il trofeo, prevalendo per 2-0 grazie a una doppietta di Zbigniew Boniek; si trattò del primo successo bianconero nella competizione nonché il primo assoluto per una squadra italiana.

## Partecipanti
| Squadre   | Qualificazione                                | Partecipazioni precedenti (il grassetto indica la vittoria) |
| --------- | --------------------------------------------- | ----------------------------------------------------------- |
| Liverpool | Vincitrice della Coppa dei Campioni 1983-1984 | 2 (1977, 1978)                                              |
| Juventus  | Vincitrice della Coppa delle Coppe 1983-1984  | Nessuna                                                     |

## Antefatti
La disputa di quest'edizione della Supercoppa UEFA risultò piuttosto lunga e travagliata. Dapprima, a causa dei problemi nel trovare all'interno del calendario internazionale delle date utili al suo svolgimento, la finale venne posticipata all'inizio dell'anno successivo, giocata in casa della squadra piemontese e, per la prima volta nella storia della competizione, in gara unica: il 13 dicembre 1984 la Juventus rinunciò dapprima a partecipare a una doppia finale con il Liverpool; tuttavia, a seguito del sorteggio dei quarti di finale della Coppa dei Campioni 1984-1985, effettuato a Zurigo il giorno dopo e che non oppose bianconeri e Reds, il club italiano cambiò la sua posizione, soprattutto dopo che gli inglesi accettarono di disputare la manifestazione in partita unica a Torino.
A questa insolita – per l'epoca – formula si arrivò dopo un vertice nella città svizzera tra il presidente della Juventus, Giampiero Boniperti, e il general manager del Liverpool, Peter Robinson; nonostante il fitto calendario d'impegni, entrambe le parti non volevano rinunciare a una manifestazione che, seppure a metà anni 80 ancora non godeva di grande attenzione mediatica, metteva già sul piatto un sostanzioso ritorno economico.
In particolare l'idea dell'abolizione della doppia finale, scaturita dall'accordo tra i due dirigenti, venne accolta con favore dalla UEFA: la confederazione europea riproporrà questa formula nell'edizione 1986 – dato l'annullamento del previsto incontro Juventus-Everton del 1985, a causa della squalifica dei club inglesi dalle coppe continentali per i fatti dell'Heysel – e, dopo un altro esperimento similare nel 1991, dall'edizione del 1998 ne farà lo standard della manifestazione.

Ulteriori disagi sorsero il giorno scelto per il match, il 16 gennaio 1985, quando la cosiddetta nevicata del secolo ricoprì l'intero Nord Italia sotto una grande coltre di neve, che a Torino raggiunse i trenta centimetri: mobilitando la Protezione Civile, il Comune e la Provincia torinese nonché la Regione Piemonte, Boniperti fece spazzare le vie d'accesso allo stadio Comunale e liberare dal ghiaccio la pista dell'aeroporto di Caselle, per rendere possibile l'atterraggio del volo della squadra inglese (che rimase in dubbio fino all'ultimo); con l'aiuto di un centinaio di volontari arruolati come spalaneve, riuscì inoltre a rendere agibile il campo del Comunale in tempo per il fischio d'inizio.

## Contesto

Il vincitore della Coppa dei Campioni 1983-1984

A metà anni 80 Liverpool e Juventus rappresentavano due delle migliori realtà calcistiche in ambito europeo; questa finale risultò quindi molto sentita sia dai giocatori sia dai rispettivi tifosi, tanto che nelle ore precedenti la partita non mancarono alcuni episodi teppistici da parte delle opposte fazioni. La finale vedeva altresì un motivo d'interesse nel rinnovato dualismo italo-inglese, che da tempo mancava dal palcoscenico calcistico continentale.
Dalla seconda metà degli anni 70 i club d'oltremanica stavano infatti vivendo uno dei loro momenti migliori, e con successi a ripetizione avevano quasi monopolizzato le competizioni europee; tra di loro primeggiava il Liverpool, detentore della Coppa dei Campioni dopo il successo ai rigori contro la Roma – l'ultimo di una serie di quattro vittorie del massimo trofeo continentale da parte dei Reds, nell'arco di appena sette anni –, che con la riconquista della Supercoppa UEFA (già messa in bacheca nel 1977) volevano ulteriormente arricchire il loro palmarès.

La trionfatrice nella Coppa delle Coppe 1983-1984

A questo periodo di gloria per le formazioni inglesi corrispose una fase di flessione da parte delle squadre italiane, messa parzialmente in ombra solo dal trionfo della nazionale azzurra al campionato del mondo 1982. Si dovette attendere il 1984 affinché il successo della Juventus in Coppa delle Coppe, ai danni del Porto, ponesse fine al lungo digiuno europeo delle compagini tricolori (che durava dall'affermazione degli stessi bianconeri nella Coppa UEFA 1976-1977); il club piemontese si giocava ora la possibilità di sollevare un nuovo trofeo continentale, peraltro fin lì mai ottenuto da nessuna squadra italiana. La Juventus vedeva inoltre la vittoria della Supercoppa come il terzo tassello che, nei piani, l'avrebbe portata nel dicembre 1985 a collezionare successi in – all'epoca – tutte e cinque le competizioni UEFA per club, per un grande slam mai raggiunto prima da alcuna squadra.

## La partita

Lo scambio di gagliardetti prima del fischio d'inizio tra i due capitani, Scirea e Phil Neal, il tutto sotto gli occhi dell'arbitro Dieter Pauly.

Alla vigilia della finale, la chiave tattica individuata dagli addetti ai lavori consisteva nel duello tra la punta gallese Rush, Scarpa d'oro 1984, e che con Wark andava a comporre il tandem d'attacco del Liverpool, e il difensore bianconero Brio. La compagine inglese allenata da Fagan non si presentava a Torino al meglio, costretta a rinunciare per infortunio a due pedine dell'undici titolare come il centrocampista Lee, in panchina, e l'attaccante Dalglish neanche convocato, oltre allo stesso Rush non al meglio per un problema al menisco; la Juventus di Trapattoni poteva invece schierarsi quasi al completo, pur ricorrendo tra i pali al secondo portiere Bodini frequentemente impiegato in quei mesi, al posto del titolare Tacconi, il quale stava vivendo un periodo d'appannamento e di frizioni con la società.
La partita, arbitrata da Pauly della Germania Ovest, vide per buona parte del primo tempo una certa superiorità da parte del Liverpool, cui la squadra di casa si trovò a ribattere con l'arma del contropiede e, in parte, con la miglior conoscenza del terreno che nonostante l'opera di sistemazione nelle ore precedenti, rimaneva in difficili condizioni, penalizzando maggiormente il gioco della squadra ospite; in questa fase il miglior palleggio degli inglesi non sfociò però in azioni degne di nota, anche per il buon lavoro in difesa del già citato Brio su Rush, e soprattutto di Favero su Walsh, e con gli stessi ospiti attenti a non farsi sorprendere dalle giocate in rimessa di Platini. Questa stasi s'interruppe a sei minuti dall'intervallo quando la Juventus passò in vantaggio grazie a Boniek, il quale raccolse una palla vagante nata da un contrasto a metà campo tra Briaschi e Lawrenson, e s'involò in porta battendo poi Grobbelaar con un diagonale sinistro. Si andò così all'intervallo coi bianconeri avanti col minimo scarto.

Zbigniew Boniek, mattatore della finale con la sua doppietta, in dribbling tra gli avversari; si nota lo speciale pallone rosso utilizzato nell'occasione, date le avverse condizioni climatiche.

La seconda frazione vide stavolta i bianconeri prendere le redini del gioco, coi Reds incapaci di ribaltare le sorti dell'incontro; non sortì effetti tra le loro file l'avvicendamento tra Lawrenson e Gillespie). Fu così che al 79' arrivò il raddoppio degli italiani, ancora sull'asse Briaschi-Boniek: il centrocampista, smarcandosi tra la difesa inglese, depositò agevolmente in rete un traversone del compagno di squadra, chiudendo di fatto la gara. Proprio il polacco, match winner, assurse a protagonista assoluto della partita; nel collettivo bianconero non mancarono menzioni a Platini e Tardelli, nonché alla prova di due gregari come Bonini e Favero.
Il coach degli inglesi, Fagan, accolse con fair play il successo bianconero e trovò modo di stemperare alcune polemiche sorte per via dell'operato dell'arbitro; soprattutto in merito a un presunto fuorigioco che avrebbe viziato il primo gol di Boniek, come sostenuto dal portiere Grobbelaar e da Souness, quest'ultimo ex dei Reds e nell'occasione commentatore per la BBC. Ciò nonostante, la stampa inglese in generale – compresi i due giornali di Liverpool – ritenne meritata la vittoria juventina, sottolineando come solo l'ottima prestazione fornita da Grobbelaar avesse evitato un passivo ancora più pesante ai suoi, anche in virtù della superiorità del centrocampo torinese palesatasi nel corso dell'incontro. Dall'altra parte, Platini dichiarò d'essersi trovato di fronte un Liverpool non in formazione-tipo, pur senza mettere in dubbio la legittimità del trionfo juventino. Come nelle ipotesi della vigilia, il buon esito della marcatura di Brio su Rush fu la chiave di volta della partita, e lo stesso gallese rimpianse l'assenza del compagno di reparto Dalglish e di tutta la sua esperienza internazionale.
I bianconeri conquistarono così la prima Supercoppa UEFA della loro storia, divenendo allo stesso tempo il primo club italiano a scrivere il proprio nome nell'albo d'oro della manifestazione. Per i torinesi questa vittoria rappresentò il terzo passo verso il poker europeo: Juventus e Liverpool si ritrovarono di fronte appena quattro mesi dopo, nella finale della Coppa dei Campioni conclusasi ancora con un successo dei bianconeri che divennero così, nel 1985, i primi a mettere in bacheca tutti i maggiori trofei confederali per club – pur se nella triste serata dell'Heysel.

## Tabellino
| Arbitro: | Dieter Pauly |

|                 |           |  |
| Boniek 39’, 79’ | Marcatori |  |

| Juventus | Liverpool |

| Juventus            |    |                    |
|                     |    |                    |
| P                   | 1  | Luciano Bodini     |
| D                   | 2  | Luciano Favero     |
| D                   | 3  | Antonio Cabrini    |
| C                   | 4  | Massimo Bonini     |
| D                   | 5  | Sergio Brio        |
| D                   | 6  | Gaetano Scirea (c) |
| A                   | 7  | Massimo Briaschi   |
| C                   | 8  | Marco Tardelli     |
| A                   | 9  | Paolo Rossi        |
| C                   | 10 | Michel Platini     |
| A                   | 11 | Zbigniew Boniek    |
| A disposizione:     |    |                    |
| P                   | 12 | Stefano Tacconi    |
| D                   | 13 | Nicola Caricola    |
| C                   | 14 | Cesare Prandelli   |
| C                   | 15 | Bruno Limido       |
| C                   | 16 | Beniamino Vignola  |
| Allenatore:         |    |                    |
| Giovanni Trapattoni |    |                    |

| Liverpool       |    |                  |             |     |
|                 |    |                  |             |     |
| P               | 1  | Bruce Grobbelaar |             |     |
| D               | 2  | Phil Neal (c)    |             |     |
| D               | 3  | Alan Kennedy     |             |     |
| D               | 4  | Mark Lawrenson   |             | 46’ |
| C               | 5  | Steve Nicol      |             |     |
| C               | 6  | Alan Hansen      | Ammonizione |     |
| A               | 7  | Paul Walsh       |             |     |
| C               | 8  | Ronnie Whelan    |             |     |
| A               | 9  | Ian Rush         |             |     |
| C               | 10 | Kevin MacDonald  |             |     |
| A               | 11 | John Wark        |             |     |
| A disposizione: |    |                  |             |     |
| D               | 12 | Jim Beglin       |             |     |
| P               | 13 | Bob Bolder       |             |     |
| D               | 14 | Gary Gillespie   |             | 46’ |
| C               | 15 | Sammy Lee        |             |     |
| C               | 16 | Jan Mølby        |             |     |
| Allenatore:     |    |                  |             |     |
| Joe Fagan       |    |                  |             |     |

| Man of the Match: Zbigniew Boniek (Juventus) |